# Детское Евровидение — 2010

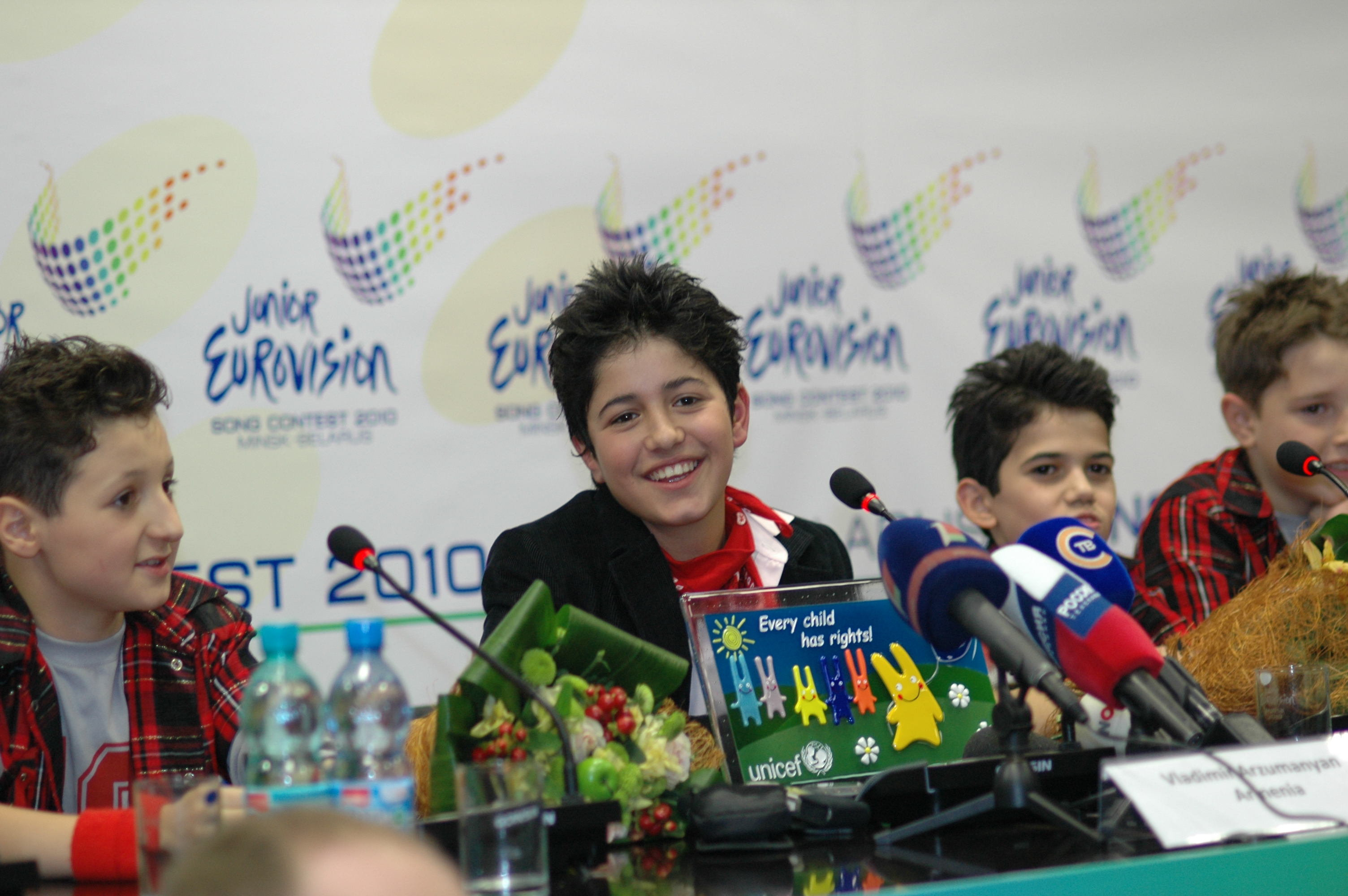
Владимир Арзуманян во время интервью на Детском Евровидении 2010

Детский конкурс песни Евровидение — 2010 (англ. Junior Eurovision Song Contest 2010, бел. Дзіцячы конкурс песні Еўрабачанне 2010) — 8-й детский конкурс песни Евровидение, который прошёл 20 ноября 2010 год в столице Беларуси — Минске.
Местом проведения стал спортивный комплекс Минск-Арена. Победитель конкурса — представитель Армении Владимир Арзуманян с песней «Мама».

## История организации конкурса

### Место проведения
В феврале 2009 года совет Европейского вещательного союза избрал трёх стран-финалистов, претендующих на проведение детского конкурса песни Евровидение в 2010 году. Финалистами стали Беларусь, Россия и Мальта. 5 июня 2009 года в Киеве состоялось заседание совета Европейского вещательного союза, организованное для окончательного выбора страны, которая примет конкурс у себя. Страны-финалисты представляли свои идеи по проведению конкурса. В результате совет Европейского вещательного союза выбрал Беларусь.
Конкурс прошёл 20 ноября 2010 года в спортивном комплексе «Минск-Арена». Возглавлять организацию детского Евровидения поручено Белтелерадиокомпании, которая является единственным членом Европейского вещательного союза в Беларуси.
К концу октября 2010 года начались работы по подготовке сцены Минск-Арены к конкурсу. Дизайнер сцены — Ульф Мартенсон. По планам, в зрительном зале разместятся 15 тысяч человек — кроме 14 тысяч человек на трибунах в зале будет оборудован танцпол на тысячу человек. Монтаж сцены завершился 15 ноября.
В связи с большим количеством зрителей конкурса 19 и 20 ноября к Минск-Арене курсируют три дополнительных маршрута общественного транспорта. Общее количество автобусов и троллейбусов, проходящих у комплекса, увеличено на полсотни.

### Формат проведения

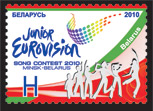
Почтовая марка Беларуси, выпущенная в честь конкурса

28 июля 2010 года Европейский вещательный союз подтвердил список стран, которые выступят на конкурсе. Участие приняли 14 стран. В этом году дебютировала Молдова, свои заявки сняли Кипр и Румыния. Также на конкурс вернулись Латвия и Литва. У Швеции поменялся броудкастер, вместо TV4 за конкурс отвечает SVT.
6 сентября были официально объявлены ведущие конкурса. По итогам кастингов Белтелерадиокомпании их роль досталась белорусскому журналисту Денису Курьяну и студентке Лейле Исмаиловой.
14 октября в Минске прошла встреча глав делегаций стран-участников, в процессе которой осуществилась жеребьёвка порядка выступления конкурсантов и обсуждение деталей предстоящего конкурса.
15 октября Белтелерадиокомпанией были объявлены окончательные результаты жеребьёвки. Стал известен порядок выступления конкурсантов.
24 октября Европейский Вещательный Союз и Белтелерадиокомпания презентовали песню ЮНИСЕФ «День Без Войны» («A Day Without War»), которая была исполнена Дмитрием Колдуном на конкурсе. Автор музыки — Баграт Варданян, текст написал Дмитрий Басик.
Исполнительным супервайзером конкурса в этом году в последний раз выступил Сванте Стокселиус. Исполнительным продюсером был назначен заместитель председателя Белтелерадиокомпании Александр Мартыненко. Шоу-продюсер конкурса — Глеб Шаппо. В качестве сопродюсера выступил Детский фонд ООН. Конкурс освещали 250 журналистов из разных стран.

### Евронеделя
С 13 по 21 ноября в Минске проходит Евронеделя, в течение которой для участников конкурса организованы различные мероприятия.
15 ноября во Дворце Республики состоялась церемония открытия конкурса. Также в этот день состоялись съёмки открыток для каждой страны-участницы и запись песни ЮНИСЕФ.
18 ноября в Минск-Арене состоялась первая масштабная пресс-конференция, на которой журналисты задавали вопросы победителям детского Евровидения всех прошлых лет.
С 16 по 18 ноября в Минск-Арене проходили репетиции выступлений участников, 19 и 20 ноября — генеральные репетиции конкурса, во время которых были выставлены оценки жюри.

## Ход конкурса
Конкурс начался в 21 час 15 минут по минскому времени с рекламного ролика Беларуси. После него прозвучала песня «Hello, Eurovision» в исполнении Ксении Ситник и Алексея Жигалковича. Затем, после речи ведущих (когда также началось и голосование телезрителей), выхода на сцену всех конкурсантов и их отправления в Зелёную Комнату, начались основные выступления в порядке, указанном в таблице ниже.
После выступлений, краткого обзора прошедших номеров и речи ведущих Александр Рыбак исполнил песню «Europe’s Skies». Затем, после повторного краткого обзора номеров ведущие отсчитали последние секунды голосования и объявили его конец. После этого Дмитрием Колдуном в сопровождении конкурсантов была исполнена песня «День без войны». В следующую очередь победителями конкурсов всех прошлых лет был исполнен попурри-микс, состоящий из отрывков победных песен.
В последнюю очередь перед объявлением результатов исполнительный директор Сванте Стокселиус объявил о том, что результаты получены. Затем началось традиционное объявление оценок. Выяснилось, что победу на конкурсе одержал представитель Армении Владимир Арзуманян с песней «Mama». Ему была вручена награда конкурса, а затем прозвучала его песня, закрыв конкурс.

## Участники
| №  | Страна             | Артист                            | Песня                        | Язык                       | Место | Очки |
| -- | ------------------ | --------------------------------- | ---------------------------- | -------------------------- | ----- | ---- |
| 01 | Литва              | Бартас                            | «Oki Doki»                   | Литовский                  | 6     | 67   |
| 02 | Молдова            | Стефан Роскован                   | «Ali Baba»                   | Румынский и английский     | 8     | 54   |
| 03 | Нидерланды         | Анна & Сенна                      | «My Family»                  | Голландский и английский   | 9     | 52   |
| 04 | Сербия             | Соня Шкорич                       | «Чаробна ноћ»                | Сербский                   | 3     | 113  |
| 05 | Украина            | Юлия Гурская                      | «Мій літак»                  | Украинский                 | 14    | 28   |
| 06 | Швеция             | Жозефина Риделл                   | «Allt jag vill ha»           | Шведский                   | 11    | 48   |
| 07 | Россия             | Елизавета Дрозд & Александр Лазин | «Boy and Girl»               | Русский и английский       | 2     | 119  |
| 08 | Латвия             | Шарлотта Лэнмане и Sea Stones     | «Viva La Dance»              | Латышский, Английский      | 10    | 51   |
| 09 | Бельгия            | Джилл & Лорен                     | «Get Up!»                    | Нидерландский и английский | 7     | 61   |
| 10 | Армения            | Владимир Арзуманян                | «Мама» (Մամա)                | Армянский                  | 1     | 120  |
| 11 | Мальта             | Николь Аццопарди                  | «Knock Knock!.. Boom! Boom!» | Английский и мальтийский   | 13    | 35   |
| 12 | Беларусь           | Даниил Козлов                     | «Музыки свет»                | Русский                    | 5     | 85   |
| 13 | Грузия             | Мариам Кахелишвили                | «Mari Dari»                  | Выдуманный                 | 4     | 109  |
| 14 | Северная Македония | Аня Ветерова                      | «Еооо, Еооо»                 | Македонский, Выдуманный    | 12    | 38   |

## Вернувшиеся исполнители
| Страна | Исполнитель | Год                                |
| ------ | ----------- | ---------------------------------- |
| Латвия | Sea Stones  | 2004 (как C-Stones Jr., бэк-вокал) |

## Голосование
|                | Результат | Результат | Результат  | Результат | Результат                                                               | Результат | Результат | Результат | Результат | Результат | Результат | Результат | Результат          | Результат | Результат |
| Всего          | Литва     | Молдова   | Нидерланды | Сербия    | Украина! class="nowrap ts-vertical-header is-normal" style="" \| Швеция | Россия    | Латвия    | Бельгия   | Армения   | Мальта    | Беларусь  | Грузия    | Северная Македония |           |           |
| -------------- | --------- | --------- | ---------- | --------- | ----------------------------------------------------------------------- | --------- | --------- | --------- | --------- | --------- | --------- | --------- | ------------------ | --------- | --------- |
| Литва          | 67        |           | 2          | 2         | 4                                                                       | 4         | 4         | 6         | 6         | 5         | 4         |           | 6                  | 10        | 2         |
| Молдова        | 54        | 1         |            |           | 1                                                                       |           |           | 5         | 2         | 6         | 7         | 10        | 2                  | 6         | 2         |
| Нидерланды     | 52        | 2         |            |           | 7                                                                       | 1         | 3         |           | 3         | 10        | 5         |           | 1                  | 8         |           |
| Сербия         | 113       | 6         | 12         | 10        |                                                                         | 7         | 8         | 7         | 10        | 7         | 3         | 8         | 10                 | 1         | 12        |
| Украина        | 28        |           |            |           |                                                                         |           | 2         | 4         |           |           | 1         |           |                    | 4         | 5         |
| Швеция         | 48        | 3         |            | 4         | 2                                                                       | 3         |           | 2         | 4         | 8         | 2         | 1         | 4                  |           | 3         |
| Россия         | 119       | 10        | 7          | 8         | 8                                                                       | 8         | 10        |           | 8         | 4         | 12        | 12        | 12                 | 7         | 1         |
| Латвия         | 51        | 8         | 8          | 6         |                                                                         | 5         | 1         |           |           | 1         |           | 5         |                    | 5         |           |
| Бельгия        | 61        | 5         | 3          | 12        | 5                                                                       |           | 6         | 1         |           |           |           | 4         | 3                  | 2         | 8         |
| Армения        | 120       | 7         | 10         | 5         | 6                                                                       | 12        | 12        | 12        | 5         | 12        |           | 6         | 8                  | 3         | 10        |
| Мальта         | 35        |           | 4          | 1         | 3                                                                       |           |           |           |           |           | 6         |           | 5                  |           | 4         |
| Беларусь       | 85        | 4         | 6          | 3         |                                                                         | 6         |           | 10        | 12        |           | 10        | 3         |                    | 12        | 7         |
| Грузия         | 109       | 12        | 5          | 7         | 10                                                                      | 10        | 7         | 8         | 7         | 3         | 8         | 7         | 7                  |           | 6         |
| Сев. Македония | 38        |           | 1          |           | 12                                                                      | 2         | 5         | 3         | 1         | 2         |           |           |                    |           |           |

| Кол-во | Страна             | Страны, давшие 12 баллов         |
| ------ | ------------------ | -------------------------------- |
| 4      | Армения            | Бельгия, Россия, Украина, Швеция |
| 3      | Россия             | Армения, Беларусь, Мальта        |
| 2      | Беларусь           | Грузия, Латвия                   |
| 2      | Сербия             | Северная Македония, Молдова      |
| 1      | Бельгия            | Нидерланды                       |
| 1      | Грузия             | Литва                            |
| 1      | Северная Македония | Сербия                           |

### Глашатаи
1. Литва — Бернадрас Гарбачаускас
2. Молдова — Паула Парашив
3. Нидерланды — Брам
4. Сербия — Мая Мазич (Представитель Сербии на «Детском Евровидении — 2008»)
5. Украина — Елизавета Арфуш
6. Швеция — Робин Риделл
7. Россия — Филипп Мазуров
8. Латвия — Ральф Эйланд
9. Бельгия — Лаура Омлооп (Представитель Бельгии на «Детском Евровидении — 2009»)
10. Армения — Надя Саргсян
11. Мальта — Франческа Зарб
12. Беларусь — Анастасия Бутюгина
13. Грузия — Георгий Торадзе
14. Северная Македония — Сара Марковска (Представитель Македонии на «Детском Евровидении — 2009»)

## Трансляция

### Участвующие страны
- Армения — Гоар Гаспарян и Артак Ванданян (ARMTV)
- Беларусь — Павел Лозовик (Беларусь 1)
- Бельгия — на нидерландском: Кристиен Мэйс и Том де Кок (VRT)
- Грузия — Темо Квирквелия (GPB)
- Латвия — Валтерс Фриденбергс (LTV)
- Литва — Дарюс Ужкурайтис (LRT)
- Северная Македония — Тони Дренковски и Моника Тодоровская (МТВ 1)
- Молдова — Русалина Русу (TRM)
- Мальта — Эйлин Монтесин (PBS)
- Нидерланды — Сипке Ян Бузема (AVRO)
- Россия — Ольга Шелест (Россия-1)
- Сербия — Душка Вучинич-Лучич (RTS2)
- Украина — Тимур Мирошниченко (UA:Перший)
- Швеция — Эдвард аф Силлен и Малин Олссон (SVT24)

### Не участвующие страны
- Австралия — без комментатора (SBS)
- Азербайджан — неизвестно (İTV)
- Босния и Герцеговина — неизвестно (BHRT — с задержкой)
- Новая Зеландия — неизвестно